# Station Strzelno
Station Strzelno is een spoorwegstation in de Poolse plaats Strzelno.